# Пелікан африканський
Пелікан африканський (Pelecanus rufescens) — вид птахів з родини пеліканових.

## Загальні дані

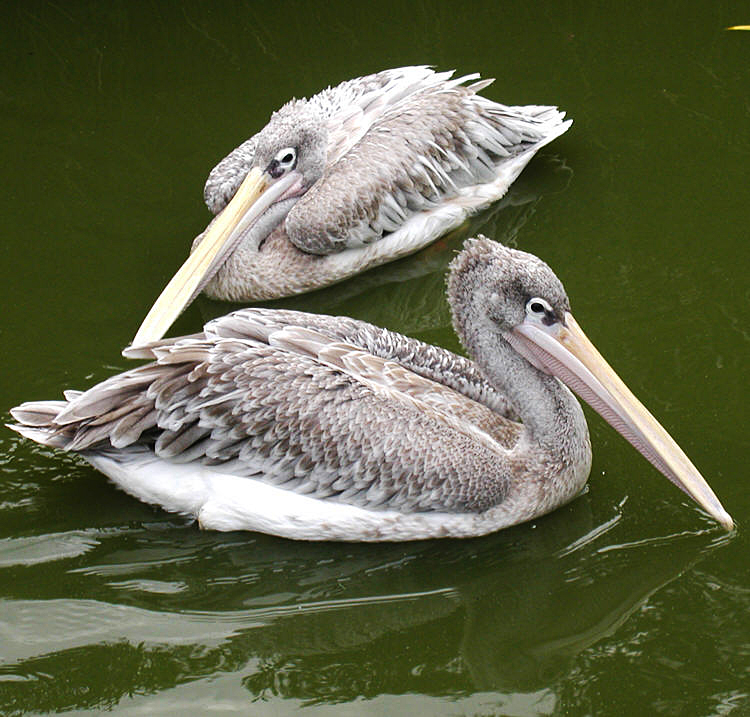
Рожевоспинні пелікани у воді

Пелікан африканський — один з найменших представників родини. Його вага досягає 7 кілограмів, розмах крил — до 2,6 метра.
Оперення дорослих птахів — світло-сіре з рожевим відливом на спині та череві, кінці крил — темно-сірі. Дзьоб ззовні жовтий, зсередини дзьоб та піддзьобовий міхур забарвлені в рожевий колір.
Дорослі птахи мають довгі пера на потилиці, що утворюють плюмаж, подібний як у кучерявого пелікана. Молоді рожевоспинні пелікани плюмажу не мають, і забарвлення в них однотонно-сіре. В польоті зграями пелікани формують стрій у вигляді косої або ламаної лінії.
Цей вид пеліканів є дуже мовчазним, він дуже рідко видає звуки — тихе рохкання або шипіння.
З огляду на те що, як і у всіх інших птахів, у цього пелікана немає потових залоз, в жарку́ погоду він застосовує для охолодження внутрішню поверхню піддзьобового міхура, розтягуючи її і одночасно відкривши дзьоб.

## Розповсюдження
Пелікан африканський поширений в Південній та Центральній Африці (на півночі — до південних районів Єгипту), на півдні — до Аравійського півострова (Ємену, південь Саудівської Аравії) та на Мадагаскарі. На заході африканського континента ареал рожевоспинного пелікана доходить до Сенегалу, Сьєрра-Леоне та Мавританії. Поодинокі зальоти реєструвалися також в Марокко і навіть в Іспанії. В усіх цих районах він може бути знайдений практично винятково на прісних водоймах.

## Харчування

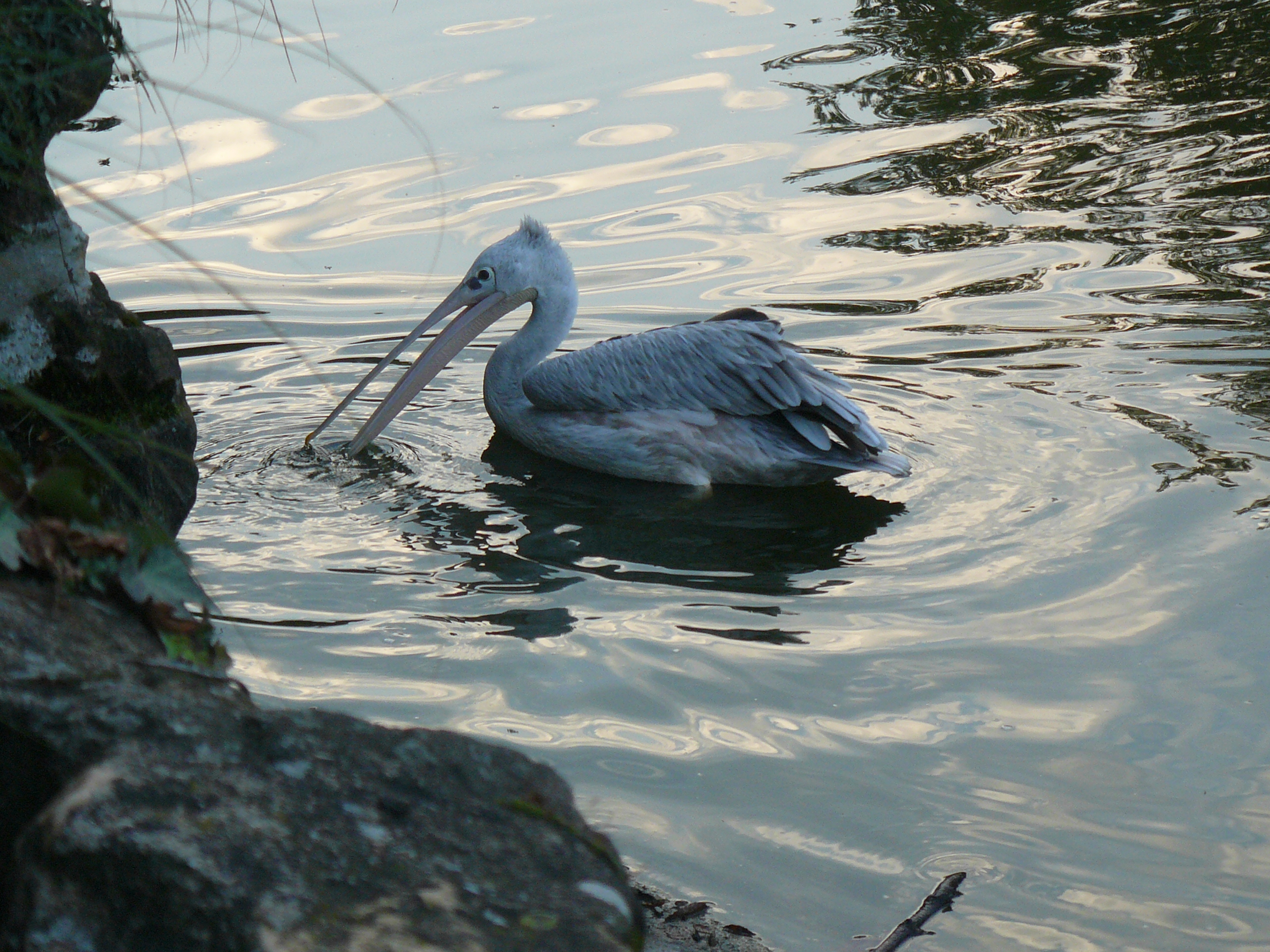
Пелікан африканський у ставку в парку ловить рибу

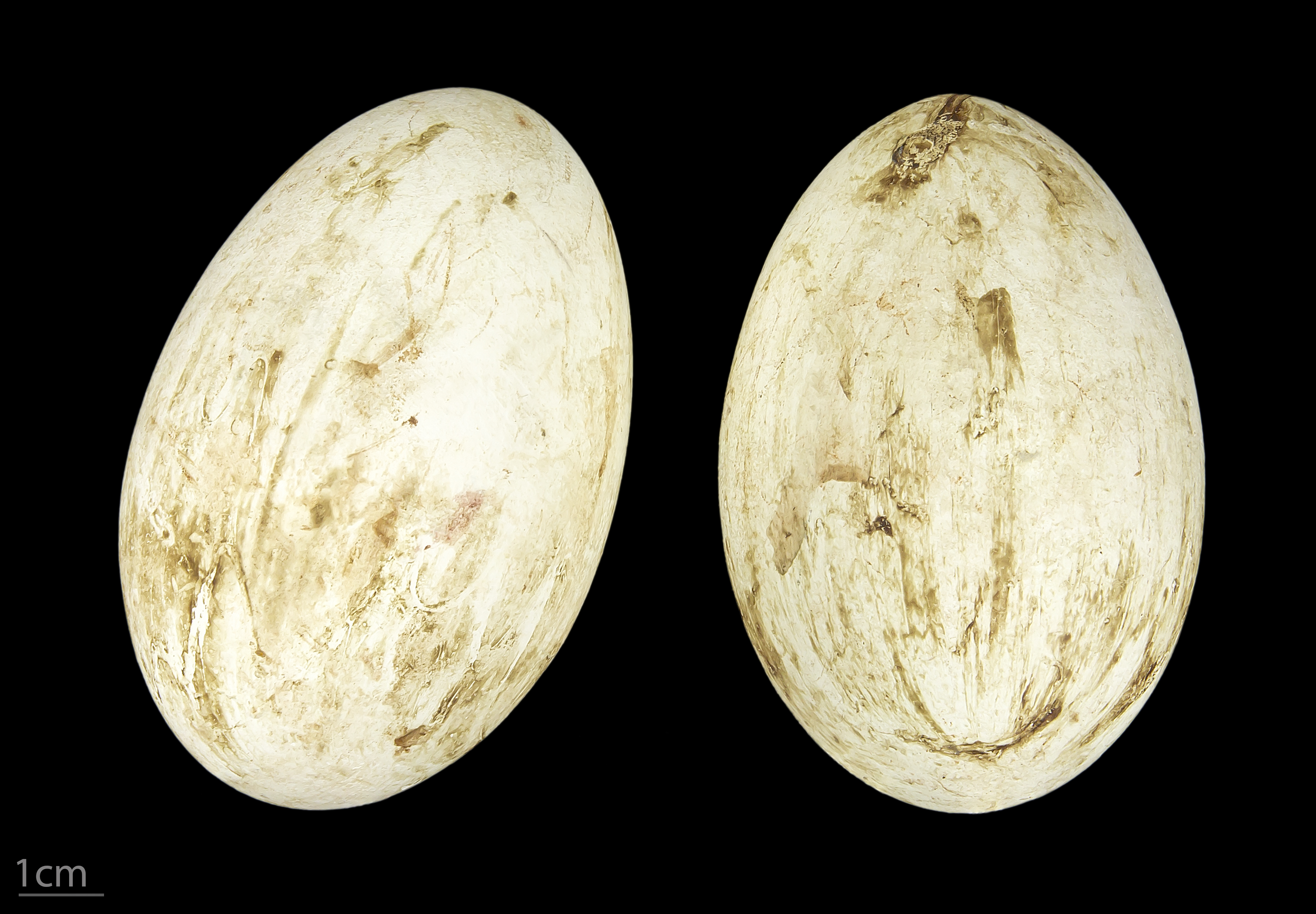
яйце Pelecanus rufescens — Тулузький музей

Основою раціону рожевоспинного пелікана є риба. Завдяки багатьом заповненим повітрям порожнинам в кістках питома вага цього птаха дуже мала, що полегшує політ, але унеможливлює пірнання. Тому рожевоспинний пелікан ловить рибу класичним для пеліканів шляхом, вичерпуючи її дзьобом з-під поверхні води. Також, як це притаманно і іншим видам цього роду, рожевоспинний пелікан може влаштовувати колективні полювання, коли до кількох десятків птахів, вишикувавшись в лінію або півколо, заганяють зграї риб на мілину. Окрім риби, цей вид пеліканів споживає багато різних видів безхребетних, амфібій, та іноді навіть великих комах. Часом рожевоспинні пелікани перелітають з водойм на сухі ділянки, де харчуються сараною під час її масових перельотів.
За день пелікан африканський споживає 1-2 кілограми їжі.

## Розмноження
Перед утворенням пар відбуваються шлюбні ігри, і в цей час рожеві тони в оперенні пеліканів стають найбільш інтенсивними.

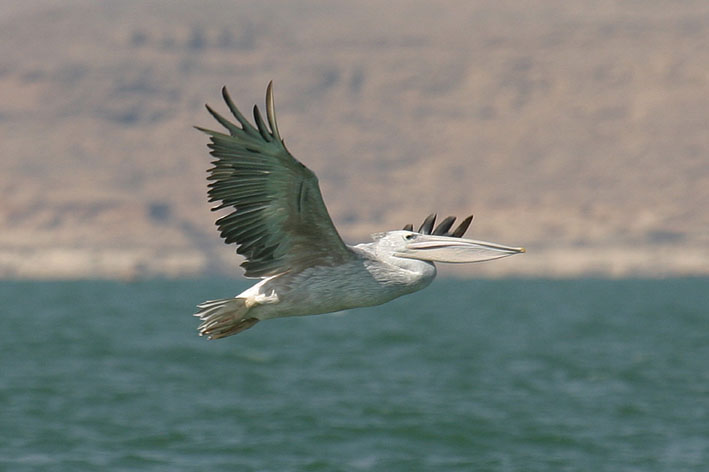
Пелікан африканський у польоті над озером Насер, Єгипет

Пелікан африканський гніздиться в плавнях, на піщаних та намулових мілинах, невисоких скелях та невеликих острівцях всередині водойм. Часто цей вид гніздиться і на деревах (цим він схожий на сірого пелікана), віддаючи перевагу за наявності старим баобабам. При цьому формуються великі гніздові колонії.
Гніздо структурно досить просте, складене з сухих гілок, і майже завжди без вистілки. Міцніші гнізда цей пелікан будує у випадку, якщо гніздиться на деревах.
Рожевоспинний пелікан відкладає 2-3 великих білих яйця, які насиджує в середньому 30 діб. Батьки годують пташенят, відригуючи напівперетравлену рибу в піддзьобовий міхур, звідки пташенята дістають її самостійно, глибоко занурюючи голову в дзьоб батьків.
Статевої зрілості рожевоспинні пелікани досягають в 3-4 роки, і потім розмножуються протягом, в середньому, 6 років.

## Небезпеки та лімітуючі фактори
В ареалі цього виду пеліканів на них практично не полюють в зв'язку з тим, що їхнє м'ясо неможливо їсти (з огляду на сильний запах тухлої риби). Найбільшою небезпекою для пеліканів є знищення природних місць проживання при меліорації водойм. Але, все ж таки, цей вид пеліканів на всій територій розповсюдження є досить чисельним та призвичаєним, і на теперішній час не належить до списку видів, яким загрожує небезпека.

## Різне
Як і у випадку інших видів пеліканів, зображення африканського пелікана часто використовується в друку. Насамперед цей вид пеліканів відомий із зображень на поштових марках багатьох африканських країн. Але також його зображено, зокрема, на банкноті в 50 малавійських квача.